# مايك غيليسبي
مايك غيليسبي (بالإنجليزية: Mike Gillespie)‏ هو لاعب كرة قاعدة أمريكي، ولد في 7 مايو 1940 في لوس أنجلوس في الولايات المتحدة.